# Monte Woodward
Monte Woodward (en inglés: Mount Woodward) es una montaña de 770 metros de alto, situado 2,4 kilómetros al este de la desembocadura de la bahía de la Antártida, en la costa norte de Georgia del Sur. Fue asignado por el Servicio de Georgia del Sur durante el período de 1951 a 1957, y fue nombrado por el Comité Antártico de Lugares Geográficos del Reino Unido (UK-APC) después Roswall Woodward de New Haven (Connecticut), que en 1790 ordenó a uno de los dos primeros auto americano que se trate, los barcos que visitó Georgia del Sur. La bahía de la Antártida en las inmediaciones de una vez fue llamado "Woodward Harbour", pero este nombre no se ha conservado.